# Султан-Махмуд-хан II
Султан-Махмуд-хан II (Кылыч-хан) — хан государства Мамлакат-и Моголийе (иначе называемого Могулия или Яркендское ханство) (1632—1635 гг.). Сын наследного принца Зийа ад-Дин Ахмад-султана (Тимур-султана), старшего сына Шуджа ад-Дин Ахмад-хана.
В 1628 г. назначен султаном Кашгара. Около 1632 сверг своего брата Султан-Ахмад-хана II с ханского престола и воцарился сам. Умер во время подготовки к походу на Турфан, по утверждению Шах-Махмуда Чураса, от чрезмерной дозы алкоголя, по другим данным, в результате заговора, во главе которого стоял Ходжа Шади.